# Шкумбіні (футбольний клуб)
Футбольний клуб «Шкумбіні» (алб. Klubi i Futbollit Shkumbini Peqin) — албанський футбольний клуб з міста Пекіні. Домашнім стадіоном клубу є стадіон «Шкумбіні», клуб грає в другій албанській лізі, третьому дивізіоні албанського футболу.

## Історія
Вперше футбол з'явився в місті Пекіні на початку 1920-х років після того, як армійський офіцер зі Шкодера привіз із собою м'яч. Аматорський клуб у місті був створений у 1924 році Адемом Бедалі та іншими місцевими чоловіками, які почали грати у футбол. У ранні роки існування клуб грав товариські ігри з командами з інших міст Албанії до заснування Федерація футболу Албанії в 1930 році, яка організувала перші офіційні футбольні змагання в країні. Перший трофей «Шкумбіні» отримав у 1936 році, коли клуб переміг «Аполонію», і виграв другу лігу Албанії. Клуб грав у нижчих дивізіонах до 1994 року, коли посів друге місце в першій албанській лізі, та вперше в своїй історії вийшов до Суперліги. У своєму дебютному сезоні у найвищому дивізіоні клуб зайняв високе 7-ме місце з 16 команд, здобувши 11 перемог, 8 нічиїх і 11 поразок. Клуб фінішував на 4-му місці в Суперлізі в сезоні 1997—1998 років, а нападник Доріан Бубекі став найкращим бомбардиром ліги з 26 голами.